# Чжан Янь
Чжан Янь (кит.: 张岩; 10 травня 1992) — китайська біатлоністка, дворазова чемпіонка світу з біатлону серед юніорів, учасниця Чемпіонатів світу та етапів Кубка світу з біатлону.

## Виступи на чемпіонатах світу
| Рік  | Місце проведення     | Інд | Спр | Пр | МС | Ест | ЗМ |
| 2012 | Рупольдінг           | 78  | 91  |    |    | 25  |    |
| 2013 | Нове Место-на-Мораві | 16  | 32  | 24 | 25 | 16  |    |

## Кар'єра в Кубку світу
- Дебют в кубку світу — 2 лютого 2012 року в спринті в Осло — 67 місце.
- Перше попадання в залікову зону — 6 січня 2013 року в гонці переслідування в Обергофі — 16 місце.

## Загальний залік Кубку світу
- 2012–2013 — 51-е місце (92 бали)

## Статистика стрільби
| № п/п | Сезон     | Загальна        | Індивідуальна гонка | Спринт        | Гонка переслідування | Мас-старт     | Естафета      |
| ----- | --------- | --------------- | ------------------- | ------------- | -------------------- | ------------- | ------------- |
| 1     | 2011-2012 | 94,0% (79/84)   | 99,9% (20/20)       | 96,7% (29/30) | 0,0% (0/0)           | 0,0% (0/0)    | 88,2% (30/34) |
| 2     | 2012-2013 | 86,6% (246/284) | 92,5% (37/40)       | 77,1% (54/70) | 88,0% (88/100)       | 85,0% (17/20) | 92,6% (50/54) |